# Continuer
Continuer (bra: Seguir em Frente) é um filme co-escrito e dirigido por Joachim Lafosse apresentado no Festival Internacional de Cinema de Veneza 2018. No Brasil, foi lançado em 2021 pelo serviço de streaming Cindie, no Reserva Imovision.
Esta é a adaptação do romance de mesmo título de Laurent Mauvignier publicado em 2016.

## Sinopse
Mãe divorciada e cansada de ver seu filho Samuel desmoronar em uma vida violenta, Sibylle decide levá-lo em uma longa jornada até o Quirguistão.

## Elenco
- Virginie Efira : Sybille
- Kacey Mottet-Klein : Samuel
- Diego Martín : Juan
- Mairambek Kozhoev : Mairambek

## Recepção
Na França, o filme tem uma nota média de 2.6/5 no AlloCiné calculada a partir de 22 resenhas da imprensa. No site agregador de críticas Rotten Tomatoes, 100% das 5 resenhas dos críticos são positivas, com uma classificação média de 6/10.
Em sua crítica no Screen International, Lisa Nesselson disse que "os espectadores que ficam impacientes sem muita história de fundo podem ficar frustrados no início, mas esta adaptação ultra-cinemática do romance de Laurent Mauvignier de 2016 exerce uma aura gratificante de aventura interior e do mundo real." Na The Hollywood Reporter, Jordan Mintzer disse que "esta tensa e cativante performance de duas mãos parece um pouco truncada em seu ato final, mas, por outro lado, contribui para uma adição sólida à série de assuntos familiares ansiosos, nervosos e às vezes mortais de Lafosse."
Na Variety, Guy Lodge disse que "este é um jogo de duas mãos tão simples e direto quanto as estepes nuas do Quirguistão em que ocorre, interpretado com firmeza de propósito por Virginie Efira e Kacey Mottet-Klein."